# Maksim Iemelianitxev
Maksim Iemelianitxev, en rus Максим Емельянычев (Dzerzhinsk, 1988) és un director d'orquestra i clavicembalista rus.
De família musical, Iemelianitxev va estudiar música al Nizhny Novogorod Choral College del 1995 al 2003, on els seus professors van incloure M.A. Samorukova (direcció). Va continuar els estudis musicals al Balakirev State Music College de Nizhny Novogrod, on els seus professors van incloure V.G. Starynin (piano) i A.M. Skulsky (direcció). També va estudiar direcció amb Guennadi Rojdéstvenski al Conservatori Estatal de Moscou.
Iemelianitxev es va incorporar al conjunt d'instruments d'època Il Pomo d'Oro el 2011. Va convertir-se en director titular d'Il Pomo d'Oro el 2016. Ell i el conjunt han gravat comercialment per a Erato.
El març de 2018, Iemelianitxev va ser el primer convidat a la direcció de l'Scottish Chamber Orchestra (SCO), com a substitut d'emergència per a Robin Ticciati. A partir d'aquesta compareixença, el mes de maig de 2018, l'SCO va anunciar el nomenament de Iemelianitxev com a pròxim director principal, a partir de la temporada 2019-2020.